# Anthony Tolliver
Anthony Tolliver (Springfield, 1 de junho de 1985) é um jogador norte-americano de basquete profissional que atualmente joga pelo Memphis Grizzlies, disputando a National Basketball Association (NBA).